# Lipka-tatarer
Lipka tatarer (også kendt som litauiske tatarer, hviderussiske tatarer, polske tatarer, Lipkowie, Lipcani eller Muślimi) er en gruppe tatarer, der oprindeligt bosatte sig i Storfyrstendømmet Litauen i begyndelsen af 1300-tallet. De første nybyggere prøvede at bevare deres shamanistiske religion og søgte asyl blandt de ikke-kristne litauere. Mod slutningen af 1300-tallet ankom en anden bølge af tatarer, muslimer, der blev inviteret til Storfyrstendømmet af Vytautas den Store. Disse tatarer slog sig først ned i Det egentlige Litauen omkring Vilnius, Trakai, Grodno og Kaunas og spredte sig senere til andre dele af Storfyrstendømmet, der senere blev en del af Den polsk-litauiske realunion, i områder der er en del af det nuværende Litauen, Hviderusland og Polen. Fra begyndelsen af deres bosættelse i Litauen var de kendt som Lipka-tatarer. Selvom de bevarede deres religion, blev deres historie knyttet tæt til den overvejende kristne polsk-litauiske realunion. Fra slaget ved Grunwald og fremefter deltog Lipka-tatarernes lette kavaleriregimenter i alle betydelige slag på Litauen og Polens side.
Lipka-tatarernes oprindelse kan spores tilbage til staterne, der efterfulgte det mongolske imperium under Djengis Khan, Den Hvide Horde, Den Gyldne Horde, Krim-khanatet og Kazan-khanatet. De tjente oprindeligt som en fyrstelig militær kaste, men blev senere byboere kendt for deres håndværk, heste og gartnerfærdigheder. Igennem århundreder modstod de assimilation og fastholdt deres traditionelle livsstil. Mens de var meget knyttet til deres religioner, mistede de over tid deres oprindelige Tatar-sprog og gik for de flestes vedkommende over til at tale polsk. Der er stadig små grupper af Lipka-tatarer i dagens Litauen, Hviderusland og Polen, samt samfund i USA.

## Tatar moskeer i Vilnius
- Tatar moske i Nemėžis
54°38′7.76″N 25°21′26.21″Ø / 54.6354889°N 25.3572806°Ø
- Tatar moske i Keturiasdešimt
54°33′41.13″N 25°10′12.54″Ø / 54.5614250°N 25.1701500°Ø